# Tarzan le puissant

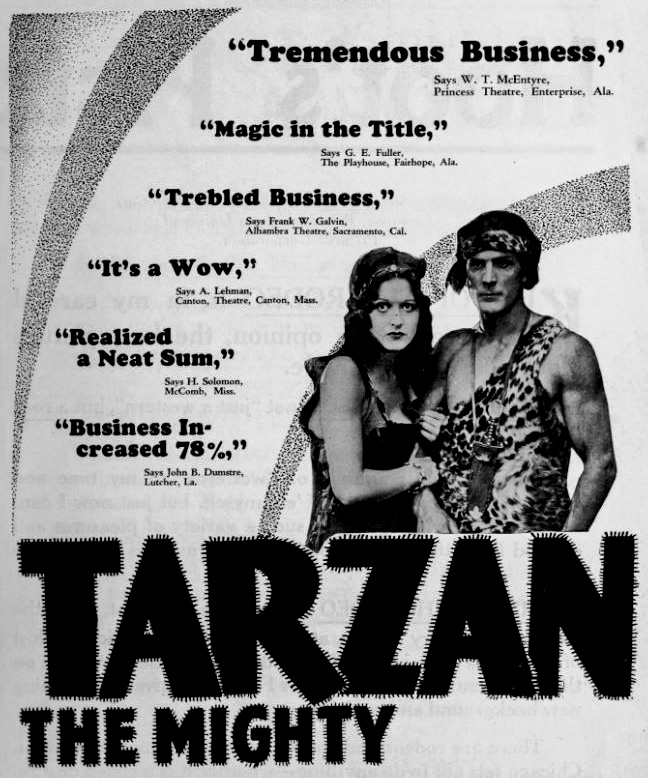
Annonce pour le film dans le magazine Universal Weekly.

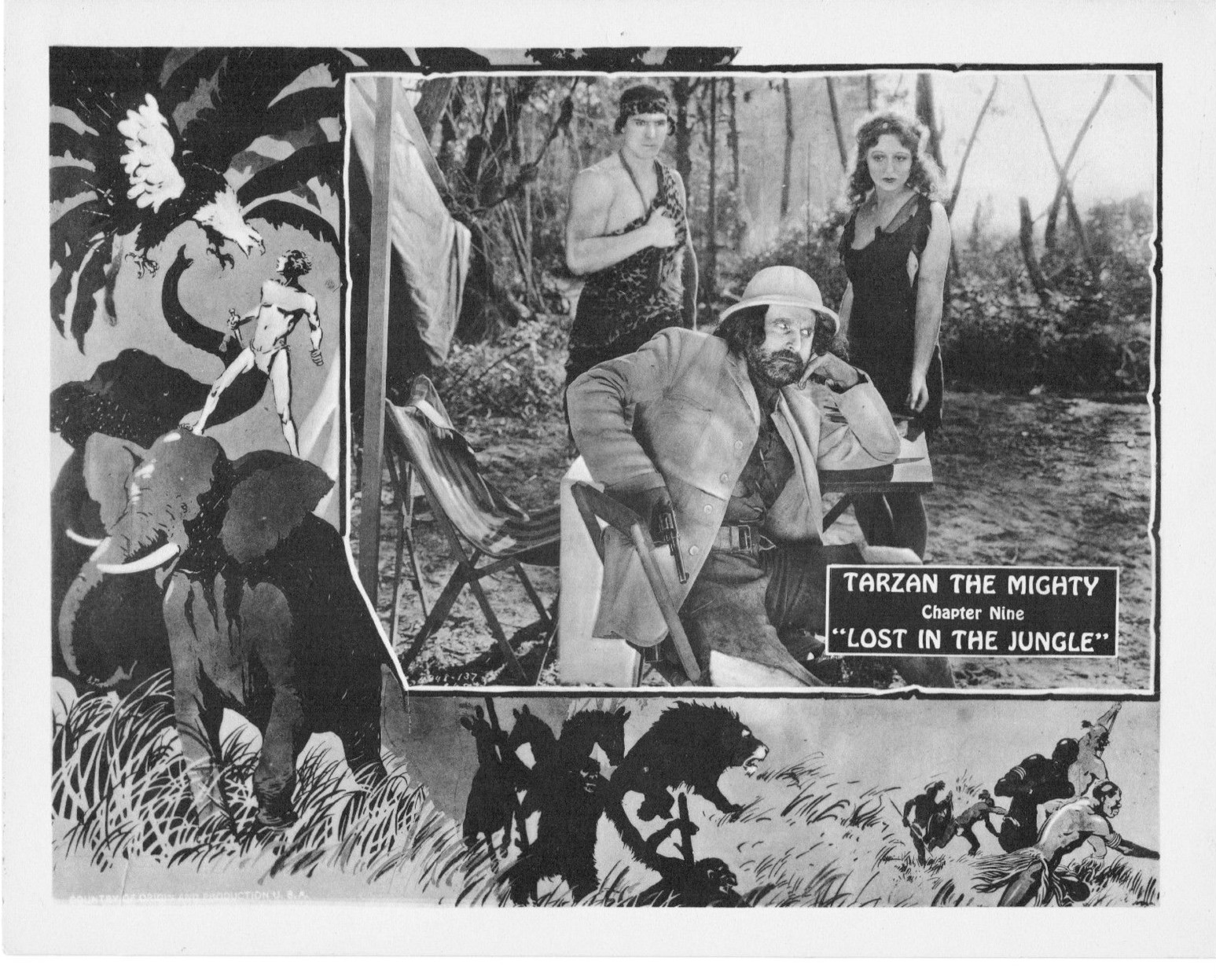
Carte promotionnelle du film.

Tarzan le puissant (titre original : Tarzan the Mighty) est un film à épisodes américain réalisé par Jack Nelson et Ray Taylor, sorti en 1928, adapté de l'œuvre d'Edgar Rice Burroughs.

## Fiche technique
- Titre : Tarzan le puissant
- Titre original : Tarzan the Mighty
- Réalisation : Jack Nelson et Ray Taylor
- Scénario : Ian McClosky Heath, Jack Nelson d'après Jungle Tales of Tarzan d'Edgar Rice Burroughs
- Société de distribution : Universal Pictures
- Durée : 30 bobines, 15 épisodes[1]
- Dates de sortie : 
  - États-Unis : 29 octobre 1928

## Distribution
- Frank Merrill : Tarzan
- Natalie Kingston : Jane
- Al Ferguson
- Jack Nelson

## À noter
- La production a commencé le 12 avril et s'est terminée le 28 octobre 1928[2].